# 鄂西喉毛花
鄂西喉毛花（学名：Comastoma henryi）为龙胆科喉毛花属下的一个种。

## 扩展阅读
- 維基物種上的相關：鄂西喉毛花